# Scott Brown (politikus)
Scott Brown (született Scott Philip Brown) (Kittery, Maine, 1959. szeptember 12.) amerikai ügyvéd, republikánus politikus, 2010–2013 között az Amerikai Egyesült Államok Kongresszusának szenátora.